# Víctor Manuel Fernández (Kardinal)

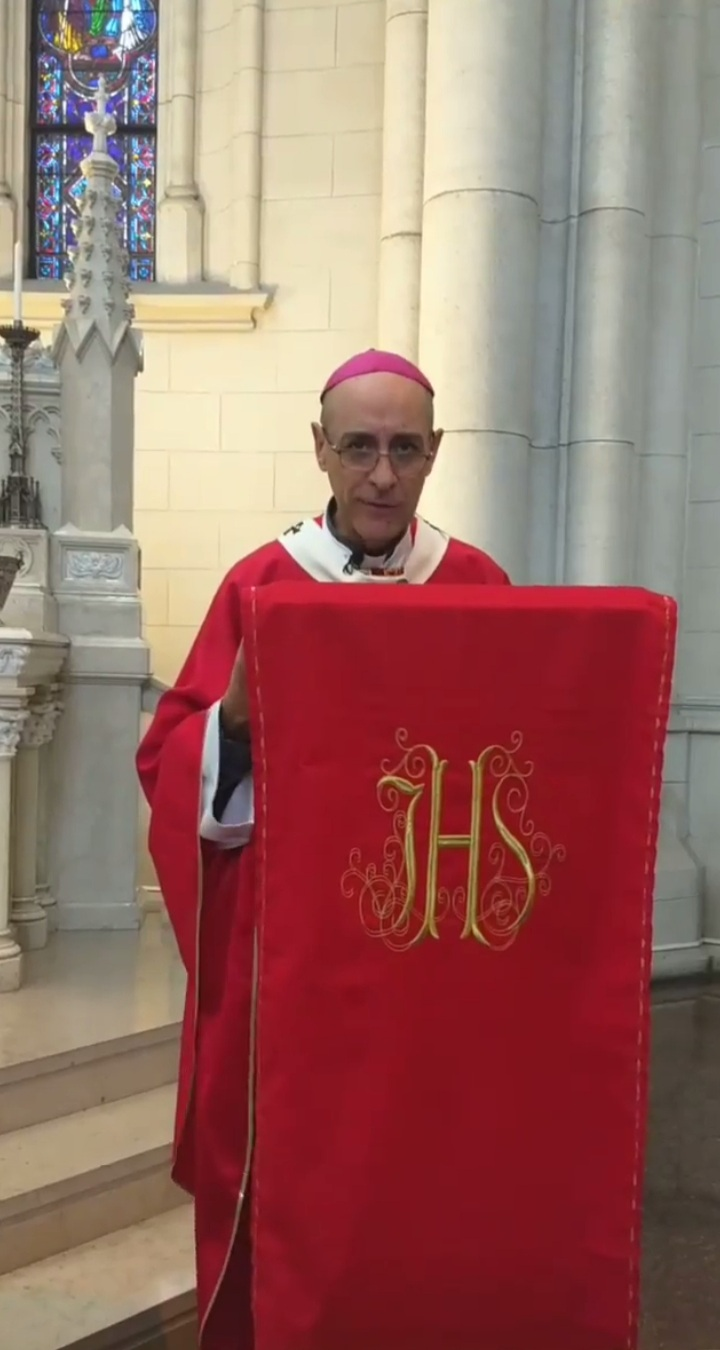
Erzbischof Víctor Fernández (2020)

Kardinalswappen

Víctor Manuel Kardinal Fernández (* 18. Juli 1962 in Alcira Gigena) ist ein argentinischer Geistlicher und Kurienkardinal der römisch-katholischen Kirche. Er ist Präfekt des Dikasteriums für die Glaubenslehre, Präsident der Päpstlichen Bibelkommission und der Internationalen Theologischen Kommission. Zuvor war er von 2018 bis 2023 Erzbischof von La Plata.

## Leben
Víctor Manuel Fernández empfing am 21. Dezember 1985 die Diakonenweihe und am 15. August 1986 die Priesterweihe für das Bistum Villa de la Concepción del Río Cuarto. Er erwarb ein Lizentiat in Theologie mit biblischer Spezialisierung an der Päpstlichen Universität Gregoriana in Rom und später ein Doktorat in Theologie an der Theologischen Fakultät in Buenos Aires.
Von 1993 bis 2000 war er Pfarrer von Santa Teresita in Río Cuarto. Er war Gründer und Leiter eines Laienausbildungsinstituts und Lehrerausbildungszentrums in derselben Stadt. In seinem Bistum war er auch Seminarausbilder, Leiter der Ökumene und Leiter der Katechese. Im Jahr 2007 nahm er als Priester, der Argentinien vertrat, und später als Mitglied der Gruppe, die das Abschlussdokument verfasste, an der Fünften Lateinamerikanischen Bischofskonferenz in Aparecida teil.
Von 2008 bis 2009 war er Dekan der Theologischen Fakultät der Päpstlichen Katholischen Universität von Argentinien und Präsident der Argentinischen Theologischen Gesellschaft. Von 2011 bis 2018 war er Rektor der Päpstlichen Katholischen Universität von Argentinien. Am 9. Mai 2018 wurde Miguel Ángel Schiavone als sein Nachfolger im Rektorenamt vereidigt.
Papst Franziskus ernannte ihn am 13. Mai 2013 zum Titularerzbischof von Tiburnia. Die Bischofsweihe spendete ihm in der Catedral Metropolitana de Buenos Aires der Erzbischof von Buenos Aires, Mario Aurelio Poli, am 15. Juni desselben Jahres. Mitkonsekratoren waren der Erzbischof von Santa Fe de la Vera Cruz, José María Arancedo, der Erzbischof von Corrientes, Andrés Stanovnik OFMCap, der Bischof von Villa de la Concepción del Río Cuarto, Eduardo Eliseo Martín, und der Bischof von Quilmes, Carlos José Tissera.
Er nahm als Mitglied an den Bischofssynoden 2014 und 2015 über die Familie teil, wo er auch zu den Redaktionsgruppen gehörte. Auf der Versammlung der argentinischen Bischofskonferenz 2017 wurde er zum Vorsitzenden der bischöflichen Kommission für Glauben und Kultur (Lehrkommission) gewählt.
Fernández gilt als „einer der engsten Vertrauten des Papstes“. Am 17. Dezember 2016 ernannte ihn Papst Franziskus zum Konsultor der Kongregation für das Katholische Bildungswesen.
Am 2. Juni 2018 ernannte ihn Papst Franziskus zum Erzbischof von La Plata. Die Amtseinführung fand am 16. Juni desselben Jahres statt.
Am 18. Februar 2023 berief ihn Papst Franziskus zum Mitglied des Dikasteriums für die Kultur und die Bildung, in dem die vormalige Kongregation für das Bildungswesen aufgegangen war.
Am 1. Juli 2023 ernannte ihn Papst Franziskus als Nachfolger von Luis Kardinal Ladaria SJ zum Präfekten des Dikasteriums für die Glaubenslehre. Zudem ernannte er ihn zum Präsidenten der Päpstlichen Bibelkommission und der Internationalen Theologischen Kommission. Die Amtsübernahme fand am 15. September 2023 statt.
Im Konsistorium vom 30. September 2023 nahm ihn Papst Franziskus als Kardinaldiakon mit der Titeldiakonie Santi Urbano e Lorenzo a Prima Porta in das Kardinalskollegium auf. Die Besitzergreifung seiner Titeldiakonie fand am 3. Dezember desselben Jahres statt.
Nach dem Tod von Papst Franziskus nahm Kardinal Fernández am Konklave 2025 teil. Im Vorfeld der Wahl wurde er in Medien als möglicher Nachfolger des verstorbenen Papstes genannt.

## Theologische Positionen (in Auswahl)
Im Februar 2025 kritisierte Fernández bei einer Tagung der Kölner Hochschule für Katholische Theologie den „Allmachtsanspruch“ der „Gender-Ideologie“ und positioniert sich gegen Geschlechtsumwandlungen.

## Kritik
Fernández wird von Seiten der Organisation BishopAccountability.org, die nach Presseberichten in den USA ansässig ist und den Umgang der katholischen Kirche mit Missbrauchsvorwürfen nachverfolgt, Fehlverhalten im Zusammenhang mit sexuellem Missbrauch von Kindern durch einen Priester im Erzbistum La Plata vorgeworfen, weil er den beschuldigten Priester unterstützt und sich geweigert habe, den Opfern zu glauben. Der Priester hatte 2019 nach Erlass eines Haftbefehls Suizid begangen. Die Kritik bezieht sich auch darauf, dass er die Totenmesse für diesen Priester geleitet habe.

## Wirken
Seine Bücher und wissenschaftlichen Artikel sind mehr als 300 Publikationen, von denen viele in verschiedene Sprachen übersetzt wurden. Diese Schriften zeugen nach Ansicht des Vatikans von einer wichtigen biblischen Grundlage und einem ständigen Bemühen um einen Dialog zwischen Theologie und Kultur, Evangelisierungsauftrag, Spiritualität und sozialen Fragen.
Fernández’ Zusammenarbeit mit Papst Franziskus reicht bis in dessen Zeit als Erzbischof von Buenos Aires zurück. Die beiden arbeiteten eng zusammen, und Fernández soll an einigen der wichtigsten Dokumente von Papst Franziskus mitgewirkt haben, darunter die Enzykliken Evangelii gaudium, Laudato si’ und Amoris laetitia.
Anfang 2024 wurde bekannt, dass Fernández als junger Priester 1998 ein Buch über mystisch-sinnliche Gotteserfahrungen mit dem Titel La Pasión Mística. Espiritualidad y sensualidad (zu Deutsch: ‚Die mystische Leidenschaft. Spiritualität und Sinnlichkeit‘) verfasst hatte. Das Buch handelt von der Rolle von Sexualität und Lust im Plan Gottes und enthält auch Beschreibungen der männlichen und weiblichen Anatomie sowie Kommentare zu sexuellem Verlangen, Pornografie, Orgasmus, sexueller Befriedigung und Dominanz. Konservative Katholiken forderten daraufhin die Entlassung von Fernández. Er erklärte dazu, er sei bereits früher wegen des Buches angezeigt worden, aber dafür in Rom nicht sanktioniert worden; Papst Franziskus habe er vor seiner Ernennung zum Präfekten des Dikasteriums für die Glaubenslehre von der Veröffentlichung erzählt.  1995 hatte Fernández als Jugendseelsorger nach Gesprächen mit jungen Paaren, die ihre Beziehung hätten besser verstehen wollen, ein Buch mit dem Titel „Heile mich mit deinem Mund. Die Kunst des Küssens“ veröffentlicht, in dem er über verschiedene Arten des Küssens schrieb und jungen Paaren riet, sie sollten sich zunächst „lange der sublimen Kunst des Küssens widmen, welche die Liebe erhält“, anstatt „immer gleich den Sexualakt zu suchen“.

## Mitgliedschaften
Víctor Manuel Fernández ist Mitglied folgender Dikasterien der Römischen Kurie:
- Dikasterium für die Evangelisierung, Sektion für die grundlegenden Fragen der Evangelisierung in der Welt und Sektion für die Erstevangelisierung und die neuen Teilkirchen (seit 2023)
- Dikasterium für die orientalischen Kirchen (seit 2023)
- Dikasterium für die Bischöfe (seit 2023)
- Dikasterium für Laien, Familie und Leben (seit 2023)
- Dikasterium für die Kultur und die Bildung (seit 2023)
- Dikasterium für die Gesetzestexte (seit 2023)[18]
- Dikasterium zur Förderung der Einheit der Christen[19]

## Schriften
- Salir de sí. Plenitud de conocimiento y de vida en san Buenaventura, Ediciones del Icala, Córdoba 1991
- San Juan y su mundo. Comentario al cuarto Evangelio, San Pablo, Buenos Aires 1992
- Sana me con tu boca (Deutsch: Heile mich mit deinem Mund. Die Kunst des Kusses), 1995[20][21]
- El Apocalipsis y el tercer milenio, San Pablo, Buenos Aires-Bogotá 1998
- La pasión mística: espiritualidad y sensualidad (Deutsch: Die mystische Leidenschaft. Spiritualität und Sinnlichkeit), Mexiko-Stadt 1998
- Un Padre. Encuentros con la primera Persona, Paulinas, Buenos Aires 1999
- Encuentros con la Eucaristía, Paulinas, Buenos Aires 1999
- Actividad, espiritualidad y descanso, San Pablo, Madrid 2001
- La gracia y la vida entera, Herder, Barcelona 2003
- Claves para vivir en plenitud, San Pablo, Madrid 2003
- Teología espiritual encarnada. Profundidad espiritual en acción., San Pablo, Buenos Aires 2004
- La oración pastoral, San Pablo, Buenos Aires 2006
- Valores argentinos o un país insulso, Bouquet, Buenos Aires 2006
- Aparecida. Guía-Comentario al documento y otros aportes, San Pablo, Buenos Aires 2007
- Cómo interpretar y comunicar la Palabra de Dios. Métodos y recursos prácticos, San Pablo, Buenos Aires 2008
- Pablo apasionado. De Tarso hasta su plenitud, San Pablo, Buenos Aires 2008
- Conversión pastoral y nuevas estructuras, Agape, Buenos Aires 2010
- Gracia. Nociones básicas para pensar la vida nueva, Agape, Buenos Aires 2010
- La fuerza sanadora de la mística, San Pablo, Buenos Aires 2012
- La fuerza transformadora de la mística, San Pablo, Buenos Aires 2013
- Il progetto di Francesco, EMI, Bologna 2014
- Dar da mangiare, dar da bere, EMI, Bologna 2015
- El fruto del Espíritu Santo. Una vida diferente es posible., San Pablo, Buenos Aires 2019
- Río de alabanza. Sólo Dios, Agape, Buenos Aires 2022
- Catequesis con Espíritu, Agape, Buenos Aires 2023